# St. Ingberter Senke

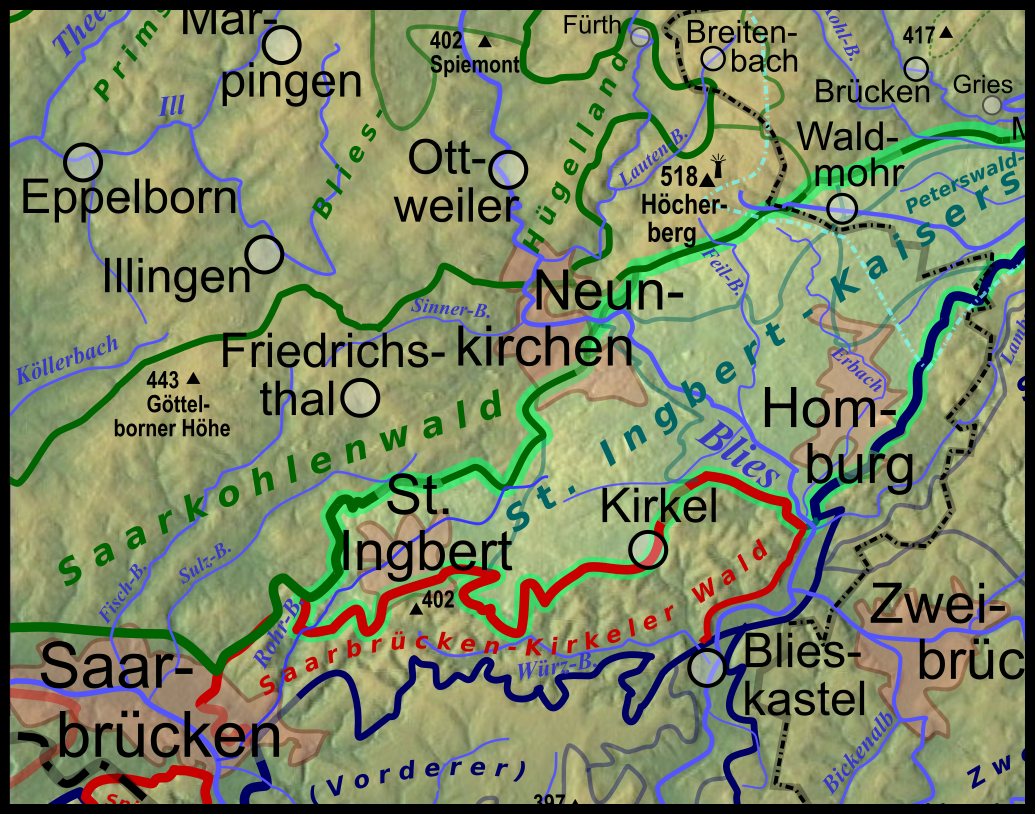
Naturraumkarte:St. Ingberter Senke, Kirkeler Schwelle, Homburger Becken (von West nach Ost) und Bexbacher Riedel im Norden

Die St. Ingberter Senke – auch St. Ingberter Becken genannt – ist ein Naturraum im südöstlichen Saarland mit ca. 42 km² Fläche. Sie ist Teil der St. Ingbert-Kaiserslauterer Senke und damit Teil des Saar-Nahe-Berglandes (siehe auch Artikel Nordfranzösisches Schichtstufenland und Artikel Liste der naturräumlichen Einheiten im Saarland). Die Definition wird unter anderem vom Bundesamt für Naturschutz verwendet.

## Lage und Abgrenzung
Die Senke liegt zwischen dem Saarkohlenwald, der ebenfalls zum Saar-Nahe-Bergland gehört, mit den Ortschaften Spiesen-Elversberg im Norden und Neunkirchen (Saar) im Nordosten (beide Landkreis Neunkirchen) und den steilen Hängen des Sankt Ingbert-Kirkeler Waldgebietes. Nach Osten wird es bei Rohrbach von der Kirkeler Schwelle abgelöst. Die Mittelstadt St. Ingbert ist namensgebend, da der Großteil der Fläche dieses Gebietes auf ihrer Gemarkung liegt.
Westlich der Kirkeler Schwelle wird die St. Ingberter Senke durch den Rohrbach zur Saar hin entwässert. Östlich davon entwässert der Mutterbach zur Blies hin.

## Geographie
Ein Großteil der Senke liegt auf Buntsandstein.
Landschaftsprägender Bestand ist weitgehend geschlossener Rotbuchenwald auf 230 bis 340 m ü. NHN, der zur Blies hin spärlicher wird und in Auenwälder, Feuchtbrachen und Naßgrünländer übergeht (Bliesaue). Nur die ebeneren Niederungen der Gewässer sind mit landwirtschaftlichen Flächen bedeckt, die noch immer als Ackerflächen verwendet werden. Die bewaldeten Flächen werden ebenfalls bewirtschaftet.
Die St. Ingberter Senke enthält wertvolle Biotope in einem ansonsten dicht besiedelten Kulturland und Wirtschaftsraum, deren Relevanz vom Landesamt für Umwelt- und Arbeitsschutz Saarland als besonders hoch angesehen wird.  Circa 2 Prozent der Fläche stehen unter Naturschutz, 36 Prozent sind als Fauna-Flora-Habitat-Gebiet ausgewiesen. Naturschutzgebiete sind u. a. das Naturschutzgebiet Im Glashüttental/Rohrbachtal.